# Unterseeboot 103 (1940)
Pour les articles homonymes, voir Unterseeboot 103.
L'Unterseeboot 103 (ou U-103) est un sous-marin allemand de type IX.B de la Kriegsmarine de la Seconde Guerre mondiale.
Ce sous-marin a obtenu le 3e meilleur palmarès de tous les U-Boote avec un total de 237 596 tonneaux de navires coulés (45 navires).

## Historique
Il quitte Kiel en Allemagne pour sa première patrouille sous les ordres du Korvettenkapitän Viktor Schütze le 21 septembre 1940. Après 29 jours et cinq navires coulés pour un total de 20 279 tonneaux et un autre endommagé de 3 697 tonneaux, il rejoint la base sous-marine de Lorient le 19 octobre 1940.
Sa deuxième patrouille se déroule du 9 novembre au 12 décembre 1940, soit 34 jours. Il coule 6 navires pour un total de 38 465 tonneaux. Ces performances permettent à Viktor Schütze d'être récompensé par la Croix de chevalier de la Croix de fer le 11 décembre 1940
Il quitte Lorient le 21 janvier 1941 pour sa troisième patrouille. Il coule trois navires pour un total de 22 948 tonneaux et endommage un navire de 10 516 tonneaux. Après 35 jours en mer, il rejoint son port d'attache de Lorient qu'il atteint le 24 février 1941.
Sa quatrième patrouille se déroule du 1er avril au 12 juillet 1941, soit 103 jours en mer, la plus longue patrouille, mais aussi la plus victorieuse avec 12 navires coulés pour un total de 65 172 tonneaux. Au cours de cette mission, le Korvettenkapitän Viktor Schütze reçoit les feuilles de chêne de sa croix de chevalier le 14 juillet 1941.
Le 24 mars 1941, le Korvettenkapitän Viktor Schütze cède le commandement de l'U-103 au Kapitänleutnant Werner Winter.
Sa cinquième patrouille, du 10 septembre au 9 novembre 1941, soit 61 jours en mer, augmente ses résultats de deux navires coulés pour un total de 10 594 tonneaux. Le lendemain de son retour de patrouille, le Kapitänleutnant Werner Winter reçoit la Croix de fer 1re classe.
Sa sixième patrouille du 3 janvier au 1er mars 1942, soit 58 jours en mer, augmente ses résultats de cinq navires coulés pour un total de 26 539 tonneaux.
Sa septième patrouille du 15 avril au 22 juin 1942, soit 69 jours en mer, augmente ses résultats de huit navires coulés pour un total de 42 169 tonneaux. Au cours de cette mission, le Kapitänleutnant Werner Winter reçoit le 5 juin 1942 la Croix de chevalier de la Croix de fer. Le 15 juillet 1942, il cède le commandement de l'U-103 pour l'Oberleutnant zur See Gustav-Adolf Janssen
Sa huitième patrouille du 21 octobre au 29 décembre 1942, soit 70 jours en mer, augmente ses résultats de cinq navires coulés pour un total de 21 340 tonneaux et un navire endommagé de 3 945 tonneaux.
Sa neuvième patrouille du 7 février au 26 mars 1943, soit 48 jours en mer, n'a pas les succès des patrouilles précédentes. Malgré cela, le 1er avril 1943, l'Oberleutnant zur See Gustav-Adolf Janssen est promu au grade de Kapitänleutnant.
La dixième patrouille, du 24 avril au 26 mai 1943 (33 jours en mer) et du 25 au 26 juillet (2 jours en mer), ainsi que la onzième patrouille du 18 au 19 septembre 1943 pour aller de Lorient à la base sous-marine de Brest, du 23 septembre 1943 au 1er janvier 1944 (101 jours en mer) pour arriver à Bergen en Norvège et du 3 au 7 janvier 1944 pour amener l'U-103 dans sa nouvelle affectation de la 24. Unterseebootsflottille à Kiel. L'U-103 est retiré du service actif et devient une unité pour l'entrainement et la formation des nouveaux équipages passant son commandement de l'Oberleutnant zur See Heinz Murl le 23 janvier 1945 et de l'Oberleutnant zur See Hans-Norbert Schunck le 31 mars 1945.
L'Unterseeboot 103 est coulé le 15 avril 1945 dans le port de Kiel par des bombes. Il y a eu au moins un mort, mais le nombre des survivants est inconnu.

## Affectations
- 2. Unterseebootsflottille du 5 juillet 1940 au 1er septembre 1940 à Wilhelmshaven pendant sa période de formation
- 2. Unterseebootsflottille du 1er septembre 1940 au 1er janvier 1944 à la base sous-marine de Lorient en tant qu'unité combattante
- 24. Unterseebootsflottille du 1er janvier 1944 au 1er mars 1944 à Memel en tant qu'unité de formation et d'entrainement

## Commandement
- Korvettenkapitän Viktor Schütze du 5 juillet 1940 au 12 août 1941
- Kapitänleutnant Werner Winter (de) du 13 août 1941 au 14 juillet 1942
- Kapitänleutnant Gustav-Adolf Janssen du 15 juillet 1942 au 13 mars 1944
- Oberleutnant zur See Heinz Murl du 23 janvier 1945 au 18 février 1945
- Oberleutnant zur See Hans-Norbert Schunck du 31 mars 1945 au 15 avril 1945

## Patrouilles
|       | Commandant                  | Départ            | Départ  | Arrivée           | Arrivée | Jours     | Succès    |
| ----- | --------------------------- | ----------------- | ------- | ----------------- | ------- | --------- | --------- |
| 1     | KrvKpt. Viktor Schütze      | 21 septembre 1940 | Kiel    | 19 octobre 1940   | Lorient | 29 jours  | 23 976    |
| 2     | KrvKpt. Viktor Schütze      | 9 novembre 1940   | Lorient | 12 décembre 1940  | Lorient | 34 jours  | 38 465    |
| 3     | KrvKpt. Viktor Schütze      | 21 janvier 1941   | Lorient | 24 février 1941   | Lorient | 35 jours  | 33 464    |
| 4     | KrvKpt. Viktor Schütze      | 1er avril 1941    | Lorient | 12 juillet 1941   | Lorient | 103 jours | 65 172    |
| 5     | Kptlt. Werner Winter        | 10 septembre 1941 | Lorient | 9 novembre 1941   | Lorient | 61 jours  | 10 594    |
| 6     | Kptlt. Werner Winter        | 3 janvier 1942    | Lorient | 1er mars 1942     | Lorient | 58 jours  | 26 539    |
| 7     | Kptlt. Werner Winter        | 15 avril 1942     | Lorient | 22 juin 1942      | Lorient | 69 jours  | 42 169    |
| 8     | Oblt. Gustav-Adolf Janssen  | 21 octobre 1942   | Lorient | 29 décembre 1942  | Lorient | 70 jours  | 25 375    |
| 9     | Oblt. Gustav-Adolf Janssen  | 7 février 1943    | Lorient | 26 mars 1943      | Lorient | 48 jours  |           |
| 10    | Kptlt. Gustav-Adolf Janssen | 24 avril 1943     | Lorient | 26 mai 1943       | Lorient | 33 jours  |           |
|       | Kptlt. Gustav-Adolf Janssen | 25 juillet 1943   | Lorient | 26 juillet 1943   | Lorient | 2 jours   |           |
| 11    | Kptlt. Gustav-Adolf Janssen | 18 septembre 1943 | Lorient | 19 septembre 1943 | Brest   | 2 jours   |           |
|       | Kptlt. Gustav-Adolf Janssen | 23 septembre 1943 | Brest   | 1er janvier 1944  | Bergen  | 101 jours |           |
|       | Kptlt. Gustav-Adolf Janssen | 3 janvier 1944    | Bergen  | 7 janvier 1944    | Kiel    | 5 jours   |           |
| Total | Total                       | Total             | Total   | Total             | Total   | 643 jours | 265 754 t |

Note : KrvKpt. = Korvettenkapitän - Kptlt. = Kapitänleutnant - Oblt. = Oberleutnant zur See

### Opérations Wolfpack
L'U-103 a opéré avec les Wolfpacks (meutes de loup) durant sa carrière opérationnelle:
1. Störtebecker (5 novembre 1941 - 7 novembre 1941)
2. Streitaxt (29 octobre 1942 - 2 novembre 1942)
3. Schlagetot (9 novembre 1942 - 21 novembre 1942)
4. Westwall (21 novembre 1942 - 16 décembre 1942)
5. Robbe (16 février 1943 - 12 mars 1943)
6. Wohlgemut (12 mars 1943 - 19 mars 1943)
7. Amsel 4 (4 mai 1943 - 6 mai 1943)
8. Rhein (7 mai 1943 - 10 mai 1943)
9. Elbe 2 (10 mai 1943 - 14 mai 1943)

## Navires coulés
- L'Unterseeboot 103 a coulé 45 navires pour un total de 237 596 tonneaux et endommagé trois autres navires pour un total de 28 158 tonneaux au cours des 11 patrouilles (643 jours en mer) qu'il effectua.

| Date              | Nom                | Nationalité     | Tonnage (GRT) | Fait      |
| ----------------- | ------------------ | --------------- | ------------- | --------- |
| 6 octobre 1940    | Nina Borthen       | Norvège         | 6 123         | Coulé     |
| 9 octobre 1940    | Delphin            | Grèce           | 3 816         | Coulé     |
| 9 octobre 1940    | Graigwen           | Grande-Bretagne | 3 697         | Endommagé |
| 9 octobre 1940    | Zannes Gounaris    | Grèce           | 4 407         | Coulé     |
| 13 octobre 1940   | Nora               | Estonie         | 1 186         | Coulé     |
| 15 octobre 1940   | Thislegarth        | Grande-Bretagne | 4 747         | Coulé     |
| 21 novembre 1940  | Daydawn            | Grande-Bretagne | 4 768         | Coulé     |
| 21 novembre 1940  | Victoria           | Grèce           | 6 085         | Coulé     |
| 27 novembre 1940  | Glenmoor           | Grande-Bretagne | 4 393         | Coulé     |
| 28 novembre 1940  | Mount Athos        | Grèce           | 3 578         | Coulé     |
| 28 novembre 1940  | St. Elwyn          | Grande-Bretagne | 4 940         | Coulé     |
| 8 décembre 1940   | Calabria           | Grande-Bretagne | 5 186         | Coulé     |
| 13 février 1941   | Arthur F. Corwin   | Grande-Bretagne | 10 516        | Endommagé |
| 17 février 1941   | Edy R. Brown       | Grande-Bretagne | 10 455        | Coulé     |
| 18 février 1941   | Seaforth           | Grande-Bretagne | 5 459         | Coulé     |
| 19 février 1941   | Benjamin Franklin  | Norvège         | 7 034         | Coulé     |
| 25 avril 1941     | Polyana            | Norvège         | 2 267         | Coulé     |
| 1er mai 1941      | Samsø              | Grande-Bretagne | 1 494         | Coulé     |
| 3 mai 1941        | Wray Castle        | Grande-Bretagne | 4 253         | Coulé     |
| 6 mai 1941        | Dunkwa             | Grande-Bretagne | 4 752         | Coulé     |
| 9 mai 1941        | City of Winchester | Grande-Bretagne | 7 120         | Coulé     |
| 6 mai 1941        | Surat              | Grande-Bretagne | 5 529         | Coulé     |
| 11 mai 1941       | City of Shanghai   | Grande-Bretagne | 5 828         | Coulé     |
| 22 mai 1941       | British Grenadier  | Grande-Bretagne | 6 857         | Coulé     |
| 25 mai 1941       | Radames            | Égypte          | 3 575         | Coulé     |
| 25 mai 1941       | Wangi Wangi        | Pays-Bas        | 7 789         | Coulé     |
| 8 juin 1941       | Elmdene            | Grande-Bretagne | 4 853         | Coulé     |
| 29 juin 1941      | Erani              | Italie          | 6 619         | Coulé     |
| 22 septembre 1941 | Edward Blyden      | Grande-Bretagne | 5 003         | Coulé     |
| 22 septembre 1941 | Niceto de Larringa | Grande-Bretagne | 5 591         | Coulé     |
| 2 février 1942    | W. L. Steed        | USA             | 6 182         | Coulé     |
| 4 février 1942    | San Gil            | USA             | 3 627         | Coulé     |
| 5 février 1942    | China Arrow        | USA             | 8 403         | Coulé     |
| 5 février 1942    | India Arrow        | USA             | 8 327         | Coulé     |
| 5 février 1942    | Stanbank           | USA             | 5 966         | Coulé     |
| 17 mai 1942       | Ruth Lykes         | USA             | 2 612         | Coulé     |
| 19 mai 1942       | Ogontz             | USA             | 5 037         | Coulé     |
| 21 mai 1942       | Clare              | USA             | 3 372         | Coulé     |
| 21 mai 1942       | Elizabeth (en)     | USA             | 4 727         | Coulé     |
| 23 mai 1942       | Samuel Q. Brown    | USA             | 6 625         | Coulé     |
| 24 mai 1942       | Hector             | Pays-Bas        | 1 828         | Coulé     |
| 26 mai 1942       | Alcoa Carrier      | USA             | 5 588         | Coulé     |
| 28 mai 1942       | New Jersey         | USA             | 6 414         | Coulé     |
| 31 octobre 1942   | Tasmania           | Grande-Bretagne | 6 405         | Coulé     |
| 6 décembre 1942   | Henry Stanley      | Grande-Bretagne | 5 025         | Coulé     |
| 13 décembre 1942  | Horata             | Grande-Bretagne | 3 945         | Endommagé |

## Référence
1. ↑  http://uboat.net/boats/successes/u103/html

## Sources
- (en) Cet article est partiellement ou en totalité issu de l’article de Wikipédia en anglais intitulé « German submarine U-103 (1940) » (voir la liste des auteurs).